# Josip Jelačić von Bužim
Josip Jelačić von Bužim (16. oktober 1801 i Petrovaradin i nuv. Serbien – 20. maj 1859 i Zagreb) var ban af Kroatien og har status af nationalhelt.
Jelačić var en succesfuld general og er berømt for de militære anslag mod Ungarn i 1849 og hans indsats i den kejserlige hær sammen med Radetzky og Windisch-Graetz i forbindelse martsrevolutionen i 1848. Jelačić var tro mod den østrigske kejser når nationalistiske strømninger rådede i landet, men han forsvarede Kroatiens holdning mod Ungarn og kæmpede for øget selvstyre samt at landet ikke skulle blive opslugt af Ungarns overherredømme.
Han var ban over Kroatien (på daværende tidspunkt Kroatien-Slavonien (uden Dalmatien)) fra 1848 til sin død i 1859.
Der rejstes en rytterstature af Jelačić på det centrale torv i Zagreb i 1866. Rytterstatuen står endnu på torvet, der endvidere bærer Jelačićs navn: Trg bana Josipa Jelačića.
Jelačićs portræt findes på de kroatiske 20 kuna sedler.